# Broadcom Inc.
Broadcom Inc. is een Amerikaans bedrijf en fabrikant van halfgeleiders voor netwerkkaarten en diverse randapparatuur. Het hoofdkantoor is gevestigd in San Jose.

## Beschrijving

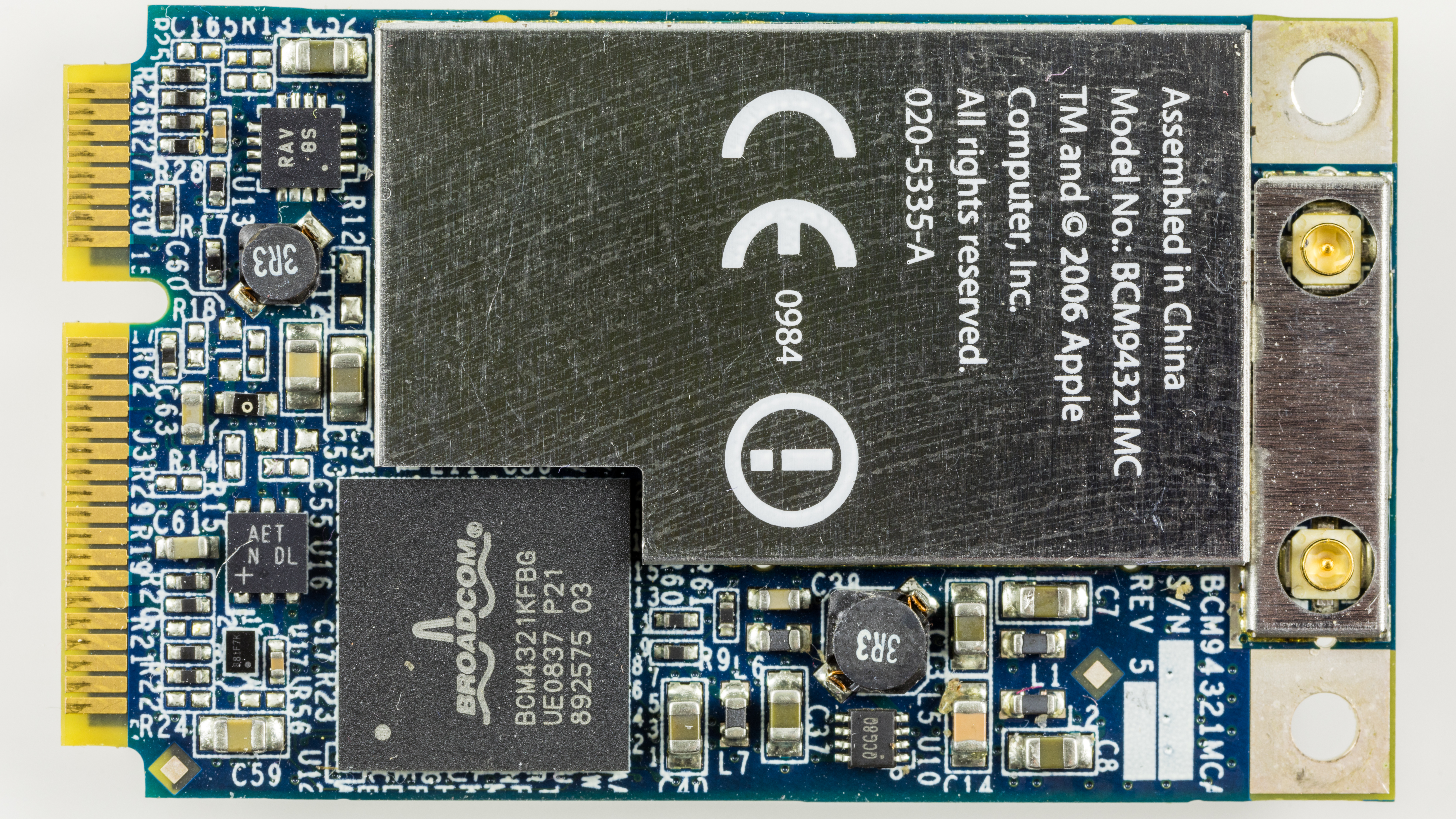
Een WLAN-kaart van Broadcom

Broadcom ontwerpt en fabriceert verschillende soorten microchips voor onder meer netwerkkaarten, randapparatuur, opslag, datacenters, smartphones en industriële apparatuur. Het bedrijf ontwikkelt ook software voor mainframes en bedrijven, en kocht in 2019 de beveiligingssoftware van Symantec en in 2024 werd VMware ingelijfd.
In 2023 had het bedrijf een omzet van U$ 36 miljard, waarvan 80% werd behaald met de verkoop van producten en de rest met diensten en abonnementen. De inkoopkosten zijn gering, waardoor een hoge bruto winstmarge resteert van 70%. De productie is grotendeels uitbesteed, enkele grote leveranciers zijn Taiwan Semiconductor Manufacturing Company (TSMC), Advanced Semiconductor Engineering, Foxconn, Amkor Technology en Siliconware Precision Industries. 
Per oktober 2023 telde het bedrijf 20.000 medewerkers, waarvan 63% in onderzoek en ontwikkeling (R&D). Iets meer dan de helft van het personeel was werkzaam in de Verenigde Staten. Ongeveer 15% van de omzet wordt besteed aan R&D.
Het bedrijf heeft een gebroken boekjaar dat stopt per ultimo oktober.

## Geschiedenis
Het bedrijf werd opgericht in 1961 als een bedrijfsdivisie van Hewlett-Packard voor het produceren van halfgeleiders. Het werd in 1999 onderdeel van Agilent Technologies. In 2005 werd de gehele chipdivisie van Agilent aangekocht door de investeringsbedrijven KKR en Silver Lake Partners, die verder ging onder de naam Avago Technologies.
Het bedrijf raakte in 2008 betrokken bij het frauduleus antedateren van aandelenopties. Het is sinds 2009 een beursgenoteerd bedrijf aan de NASDAQ.
Begin november 2017 deed Broadcom een ongevraagd overnamebod gedaan op Qualcomm. Broadcom bood US$ 70 per aandeel of US$ 130 miljard in totaal, inclusief de schulden van Qualcomm. Zou de transactie doorgaan dan is het de grootste overname in de technologische sector ooit en wordt Broadcom de op twee na grootste chipmaker ter wereld, na Intel en Samsung. Op 12 maart 2018 blokkeerde president Donald Trump de overname op grond van de nationale veiligheid.
In 2020 werd Broadcom aangeklaagd door Netflix wegens meerdere patentbreuken, en in 2021 volgde opnieuw een antitrustklacht van de FTC wegens concurrentieverstorende praktijken.
Op 22 november 2023 heeft Broadcom de overname van VMware afgerond. De overname heeft het bedrijf US$ 69 miljard gekost en VMware gaat verder als een apart bedrijfsonderdeel binnen Broadcom. De overname werd betaald met US$ 30,8 miljard in geld en 54,4 miljoen aandelen Broadcom. The transactie was in maart 2022 al bekend gemaakt, maar het duurde lange tijd voordat de Chinese toezichthouders toestemming gaven. 